# Hypnoonops
Hypnoonops is een monotypisch geslacht van spinnen uit de  familie van de Oonopidae (dwergcelspinnen).

## Soort
- Hypnoonops lejeunei Benoit, 1977